# ستان غورني
ستان غورني (بالإنجليزية: Stan Gurney)‏ هو عسكري أسترالي، ولد في 15 ديسمبر 1908 في Day Dawn, Western Australia ‏ في أستراليا، وتوفي في 22 يوليو 1942 في العلمين في مصر.